# On Air (The Rolling Stones)
On Air è una raccolta del gruppo rock britannico Rolling Stones pubblicata il 1º dicembre 2017 dalla Interscope Records.

## Descrizione
On Air è una compilation costituita da tracce dal vivo ed altre incise in studio di registrazione eseguite dai Rolling Stones e trasmesse in vari show della BBC nel periodo 1963-1965, inclusi brani blues e cover di rock 'n' roll, oltre a primi successi a firma Jagger/Richards come The Last Time e (I Can't Get No) Satisfaction. L'album è stato pubblicato in diversi formati, come CD, doppio CD deluxe edition, vinile 180 grammi e vinile colorato.
La versione standard del disco contiene 18 tracce, mentre invece la deluxe edition ne ha 32. Otto tracce presenti sull'album non erano mai state pubblicate in precedenza.

## Tracce
Standard edition
1. Come On (Chuck Berry) - (Saturday Club 26 ottobre 1963) - 2:03
2. (I Can't Get No) Satisfaction (Mick Jagger, Keith Richards) - (Saturday Club 18 settembre 1965) - 3:46
3. Roll Over Beethoven (Chuck Berry) - (Saturday Club 26 ottobre 1963) - 2:19
4. The Spider and the Fly (Mick Jagger, Keith Richards) - (Yeah Yeah 30 agosto 1965) - 3:14
5. Cops and Robbers (Kent Harris) - (Blues in Rhythm 9 maggio 1964) - 3:44
6. It's All Over Now (Bobby Womack, Shirley Womack) - (The Joe Loss Pop Show 17 luglio 1964) - 3:18
7. Route 66 (Bobby Troup) - (Blues in Rhythm 9 maggio 1964 - 2:32
8. Memphis, Tennessee (Chuck Berry) - Saturday Club 26 ottobre 1963) - 2:22
9. Down the Road a Piece (Don Raye) - (Top Gear 6 marzo 1965) - 2:01
10. The Last Time (Mick Jagger, Keith Richards) - (Top Gear 6 marzo 1965) - 3:10
11. Cry to Me (Bert Berns) - (Saturday Club 18 settembre 1965) - 3:07
12. Mercy, Mercy (Don Covay, Ronald Miller) - (Yeah Yeah 30 agosto 1965) - 2:54
13. Oh! Baby (We Got a Good Thing Goin') (Barbara Lynn) - (Saturday Club 18 settembre 1965) - 1:49
14. Around and Around (Chuck Berry) - (Top Gear 23 luglio 1964) - 2:45
15. Hi-Heel Sneakers (Tommy Tucker) - (Saturday Club 18 aprile 1964) - 1:56
16. Fannie Mae (Buster Brown, Clarence L. Lewis, Bobby Robinson) - (Saturday Club 18 settembre 1965) - 2:11
17. You Better Move On (Arthur Alexander) - (Blues in Rhythm 9 maggio 1964) - 2:46
18. Mona (Bo Diddley) - (Blues in Rhythm 9 maggio 1964) - 2:58

Bonus tracks deluxe edition
1. I Wanna Be Your Man (John Lennon, Paul McCartney) - (Saturday Club 8 febbraio 1964)	- 1:52
2. Carol (Chuck Berry) - (Saturday Club 18 aprile 1964) - 2:31
3. I'm Moving On (Hank Snow) - (The Joe Loss Pop Show 10 aprile 1964) - 2:06
4. If You Need Me (Wilson Pickett, Sonny Sanders, Robert Bateman) - (The Joe Loss Pop Show	17 luglio 1964) - 2:01
5. Walking the Dog (Rufus Thomas) - (Saturday Club	8 febbraio 1964) - 2:59
6. Confessin' the Blues (Jay McShann, Walter Brown) - (The Joe Loss Pop Show 17 luglio 1964) - 2:26
7. Everybody Needs Somebody to Love (Solomon Burke, Bert Berns, Jerry Wexler) - (Top Gear 6 marzo 1965) - 3:34
8. Little by Little (Mick Jagger, Keith Richards, Phil Spector) - (The Joe Loss Pop Show 10 aprile 1964) - 2:30
9. Ain't That Lovin' You, Baby (Jimmy Reed) - (Rhythm and Blues 31 ottobre 1964) - 1:56
10. Beautiful Delilah (Chuck Berry) - (Saturday Club 18 aprile 1964) - 2:10
11. Crackin' Up (Bo Diddley) - (Top Gear 23 luglio 1964) - 2:16
12. I Can't Be Satisfied (Muddy Waters) - (Top Gear 23 luglio 1964) - 2:30
13. I Just Want to Make Love to You (Willie Dixon) - (Saturday Club	18 aprile 1964) - 2:16
14. 2120 South Michigan Avenue (Nanker Phelge) - (Rhythm and Blues 31 ottobre 1964) - 3:47

## Formazione
- Mick Jagger – voce, armonica a bocca
- Keith Richards – chitarra, cori
- Brian Jones – chitarra, armonica a bocca
- Bill Wyman – basso, cori
- Charlie Watts – batteria
- Ian Stewart – pianoforte in Down the Road a Piece, Everybody Needs Somebody to Love